# Kiernan Dorney
Kiernan Dorney (1984) è un giocatore di football americano australiano, che gioca come quarterback per i Sydney University Lions.

## Palmarès
- 1 National Club Championship (Sydney University Lions, 2010)
- 15 Waratah Bowl (Sydney University Lions, 2005, 2006, 2007, 2008, 2009, 2010, 2011, 2012, 2013, 2014, 2015, 2016, 2017, 2018, 2020)